# Divisão 1 Feminina (Suécia)
A Divisão 1 Feminina - Division 1 i fotboll för damer - é o terceiro escalão do Campeonato Sueco de Futebol Feminino.
Divide-se em 6 séries com 12 equipas em cada uma
:
- Divisão 1 Norrland
- Divisão 1 Svealand Norte
- Divisão 1 Svealand Sul
- Divisão 1 Götaland Este
- Divisão 1 Götaland Oeste
- Divisão 1 Götaland Sul

## Ligações exteriores
- «Nytt seriesystem för damfotbollen klubbat på Repskapet» (em sueco). SvFF - Federação Sueca de Futebol. Consultado em 30 de abril de 2013. Arquivado do original em 28 de novembro de 2011
- «Kontaktuppgifter och tävlingar 2013 - Svenska Fotbollförbundet» (em sueco). SvFF - Federação Sueca de Futebol. Consultado em 30 de abril de 2013